# Cvetje v jeseni (extended play, O.S.T.)
Cvetje v jeseni je extended play album filmske glasbe skladatelja Urbana Kodra iz leta 1973, iz istoimenskega filma Cvetje v jeseni.

## Seznam pesmi

### A-stran
| Št. | Naslov  | Dolžina |
| --- | ------- | ------- |
| 1.  | „Jesen‟ | 1:21    |
| 2.  | „Mesto‟ | 0:57    |
| 3.  | „Obisk‟ | 0:53    |
| 4.  | „Polka‟ | 1:11    |
| 5.  | „Meta‟  | 2:25    |

### B-stran
| Št. | Naslov         | Dolžina |
| --- | -------------- | ------- |
| 1.  | „Jelovo brdo‟  | 0:54    |
| 2.  | „Ples na Gori‟ | 2:34    |
| 3.  | „Slovo‟        | 1:26    |
| 4.  | „Cvetje‟       | 1:22    |

## Zasedba
- Urban Koder − glasba, aranžma, dirigent
- Miha Dovžan − citre